# Maksimiljana Polak
Maksimiljana Polak, slovenska ekonomistka, političarka, * 1968.
Od junija 2022 do maja 2024 je bila državna sekretarka v kabinetu predsednika vlade Roberta Goloba, pristojna za vzpostavitev dialoga s civilno družbo in koordinacijo državljanskih pobud.

## Kariera v gospodarstvu
Karierno pot je začela kot komercialistka v zunanji trgovini v podjetju Metalka Commerce. V obdobju od 2004 do 2012 je bila poslovna sekretarka za poslovodstvo družbe HSE. Kasneje je v letih od 2010 do 2012 nadaljevala omenjeno delo v TEŠ. Ves ta čas je opravljala tudi delo sekretarke nadzornega sveta družb HSE in TEŠ. Leta 2011 jo je takratni direktor Simon Tot imenoval za svojo pomočnico oz. desno roko direktorja.
Leta 2013 je začela voditi poslovno administracijo družbe in skupine GEN-I, kjer je uspešno izvedla reorganizacijo. Sodelovala je tudi pri prenovi intranetne strani za zaposlene, prav tako je skrbela za komunikacijo z zaposlenimi in med njimi. Delala je tudi kot svetovalka uprave GEN-I, kjer je delovala kot koordinatorica pri pripravi in izvedbi dogodkov ter sodelovala v uredništvu na področju internega komuniciranja.
24. maja 2024, dan po razrešitvi z mesta državne sekretarke, je bila imenovana na mesto direktorice podjetja Star Solar, katerega lastnik je Robert Golob.

## Politika
S politiko se je prvič spoznala v letih od 1993 do 2001, ko je bila zaposlena v državnem zboru, in sicer kot referentka parlamentarnega odbora za finance in kreditno-monetarno politiko. V obdobju od 2002 do 2004 je bila poslovna sekretarka ministra za okolje, prostor in energijo, ki je bil takrat Janez Kopač, ter v. d. vodje njegovega kabineta.

### Državna sekretarka v kabinetu premierja
Junija 2022 jo je Vlada Republike Slovenije imenovala na mesto državne sekretarke v kabinetu predsednika vlade Roberta Goloba, kjer je pristojna za vzpostavitev dialoga s civilno družbo. 23. maja 2024 jo je vlada zaradi osebnih okoliščin razrešila s položaja.